# Смерть у раю
«Смерть у раю» або «Злочин у раю» (англ. Death in Paradise) — детективний телевізійний серіал спільного виробництва BBC і France Télévisions, що виходить на телеканалі BBC One з жовтня 2011 року і розповідає про роботу лондонського інспектора поліції Річарда Пула на тропічному острові Сент-Марі в Карибському морі.
Головні ролі виконали британські актори Бен Міллер (1-2 сезони; гість у 3 сезоні), Кріс Маршалл (3-6 сезони), Ардал О'Генлон (6-9 сезони) і Ральф Літтл (з 9 сезону).
28 лютого 2019 року серіал був продовжений на дев'ятий і десятий сезони.
З моменту свого дебюту «Смерть у раю» отримав високі показники перегляду та загалом позитивний відгук критиків, що призвело до неодноразових 
продовжень.
…отримав високі показники перегляду та загалом позитивний відгук критиків, що призвело до неодноразових продовжень.

## Акторський склад
- Бен Міллер — Річард Пул (1–2 сезони; гостьова роль у 3 сезоні);
- Кріс Маршалл — Гамфрі Гудман (3–6 сезони);
- Ардал О'Генлон — Джек Муні (6–9 сезони);
- Ральф Літтл — Невілл Паркер (з 9 сезону).

## Виробництво і популярність
Серіал здобув стабільно високі рейтинги перегляду та позитивні відгуки критиків. 28 лютого 2019 року BBC оголосила про подовження проєкту на дев'ятий і десятий сезони.
Станом на 2025 рік серіал має 13 сезонів і залишається одним із найпопулярніших кримінальних шоу на британському телебаченні. У 2024 році було також оголошено про різдвяний спецвипуск і підготовку до 14 сезону.